# Lagardelle
Lagardelle település Franciaországban, Lot megyében. Lakosainak száma 124 fő (2022. január 1.). Lagardelle Bélaye, Grézels, Pescadoires és Prayssac községekkel határos.

## Népesség
A település népességének változása:
| Lakosok száma | 108  | 104  | 107  | 124  | 123  | 120  | 124  | 126  | 128  | 124  |
|               | 1968 | 1982 | 1990 | 2006 | 2013 | 2015 | 2017 | 2019 | 2020 | 2022 |